# Phlegetonia bifacies
Phlegetonia bifacies là một loài bướm đêm trong họ Noctuidae.